# Acoustic (album av John Lennon)
Acoustic är en samlingsskiva från 2004 med akustiska demos, studioinspelningar och liveinspelningar av John Lennon som spänner över hela hans solokarriär. Nio av de sexton låtarna fanns dock med på John Lennon Anthology från 1998, medan de övriga låtarna fanns som bootleg sedan tidigare.

## Spellista
1. "Working Class Hero" – 3:58
2. "Love" – 2:30
3. "Well Well Well" – 1:14
4. "Look At Me" – 2:49
5. "God" – 2:38
6. "My Mummy's Dead" – 1:13
7. "Cold Turkey" – 3:26
8. "The Lucky Of The Irish" (John Lennon/Yoko Ono) – 3:41
  - Inspelad live 10 december 1971.
9. "John Sinclair" – 3:22
  - Inspelad live 10 december 1971.
10. "Woman Is the Nigger of the World" (John Lennon/Yoko Ono) – 0:39
11. "What You Got" – 2:24
12. "Watching the Wheels" – 3:04
13. "Dear Yoko" – 4:05
14. "Real Love" – 4:00
15. "Imagine" – 3:08
  - Inspelad live 17 december 1971.
16. "It's Real" – 1:04